# Jean-Louis Schilansky
 (mai 2023).
Jean-Louis Schilansky (né le 12 mai 1942 dans le 13e arrondissement de Paris) est aujourd’hui président du Centre hydrocarbures non conventionnels (CHNC) depuis janvier 2015.
Il est également président du Medef Paris et du réseau européen Business European Capital Cities (BECC) réunissant les organisations patronales de 12 capitales européennes. 
Membre du Conseil économique, social et environnemental (CESE) de 2004 à 2015, il en a présidé la Section des activités économiques.

## Biographie
Jean-Louis Schilansky est marié et père de deux enfants.

### Formation
Après avoir fait ses études au lycée Saint-Louis à Paris, il entre à l’École nationale supérieure des mines de Saint-Étienne (promotion 1961).

## Carrière professionnelle
Ingénieur civil des Mines, Jean-Louis Schilansky commence sa carrière professionnelle en tant qu’ingénieur conseil en informatique à Serti-GFI de 1966 à 1970. 
Il intègre ensuite le groupe Mobil (qui deviendra Exxon Mobil en 1999), où il occupe différentes responsabilités au sein de Mobil France jusqu’en 1981. 
Il entame dès lors une carrière internationale en devenant successivement directeur général de Mobil Chypre (1982), analyste planning Mobil Corp à New-York de (1984), puis directeur du plan et des approvisionnements UK à Londres (1985). 
De 1988 à 1990 il dirige le raffinage, puis le marketing à Mobil France. Nommé Vice-président puis président de Mobil Europe à Londres (1990-2000), il devient directeur général Europe d’Exxon Mobil à Bruxelles jusqu’en 2001.
Nommé délégué général de l’Ufip (Union française des industries pétrolières) en 2001, il en est le président de 2008 à 2014.
Il devient en janvier 2015 président du Centre hydrocarbures non conventionnels (CHNC).

## Autres mandats
- Depuis janvier 2016 : Porte-parole du Medef Grand Paris[4].
- Depuis novembre 2014 : Président du Business European Capital Cities[5],[6]
- Depuis 2008 : Président du MEDEF Paris[7].
- 2007-2013 : Président du Comité Énergie, ainsi que membre du Conseil Exécutif et Vice-président Trésorier du MEDEF.
- De 2004  : membre du Conseil économique, social et environnemental (CESE)[8].

## Distinctions
Il a reçu les insignes de chevalier de la Légion d’honneur en 2008.

## Interviews dans les médias
- « Gaz de schiste : pourquoi l’omerta en France ? », BFMTV,‎ 7 avril 2015 (http:\bfmbusiness.bfmtv.com\mediaplayer\video\gaz-de-schiste-pourquoi-l-omerta-en-france-14-0704-491044.html)
- « Quand le pétrole de schiste fait baisser le prix du baril », L’Usine Nouvelle,‎ 27 mars 2015 (lire en ligne)
- « Les gaz de schiste s'invitent dans le débat énergétique en France », Le Figaro,‎ 10 février 2015 (lire en ligne)
- « Pourquoi les industriels français ont-ils créé le CHNC ? », BFM Business,‎ 10 février 2015 (lire en ligne)
- « L'industrie pétrolière en 2064, vue par Jean-Louis Schilansky », L’Usine Nouvelle,‎ 27 juin 2014 (lire en ligne)
- « Gaz de schiste : l’Argentine et la Chine vont devenir de grands producteurs », Les Echos,‎ 20 octobre 2015 (lire en ligne)
- « L'essor du pétrole et du gaz de schiste ne se limitera pas aux Etats-Unis », AFP/Connaissances des énergies,‎ 20 octobre 2015 (lire en ligne)
- « A 30 dollars le baril, l’équilibre entre pays producteurs et consommateurs est rompu. », RFI/L'invité du matin,‎ 27 janvier 2016 (lire en ligne)